# Unité de mesure chinoise

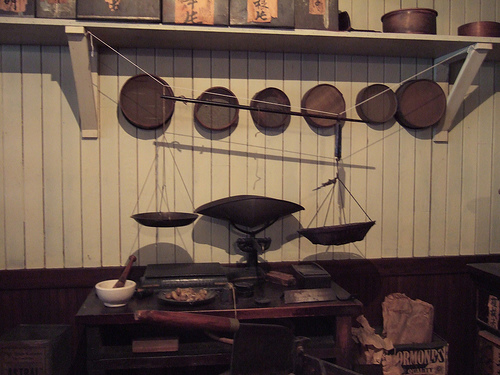
Balances chinoises anciennes

Les unités de mesure chinoises (chinois : 市 制 ; pinyin : shìzhì, littéralement « système de marché ») sont les unités coutumières et traditionnelles de mesure utilisées en République populaire de Chine. 

## Histoire
En Chine, les unités ont été re-standardisées vers la fin du XXe siècle pour les rendre approximativement métriques (SI). Beaucoup d'unités étaient anciennement basées sur le nombre 16 au lieu de 10. À Hong Kong, le système impérial britannique a été utilisé conjointement avec les unités de mesure de Hong Kong, qui étaient traditionnelles chinoises pour les poids et mesures, et dorénavant, les unités traditionnelles chinoises et les unités impériales sont utilisés parallèlement au système métrique, qui a été introduit par une loi en 1976 en tant que système étalon officiel des poids et mesures. Les unités de mesure taïwanaises, qui sont apparues sous l'influence coloniale des Hollandais et des Japonais ont, pour la plupart, des noms semblables, mais diffèrent des unités chinoises de mesure. Taïwan est maintenant entièrement convertie au système métrique.
Le nom chinois de la plupart des unités SI est basé sur celui de l'unité traditionnelle la plus proche. Quand il est nécessaire de souligner quel système est utilisé, les mots « marché » (市, shì), pour les unités traditionnelles, ou « communes / standard » (公, gōng), pour les unités SI, peut être ajouté devant le nom. Le SI est le système officiel d'unités, mais les unités traditionnelles sont encore omniprésentes dans la vie quotidienne.

## Anciennes unités chinoises
Remarque : Les noms de Li (厘) et fen (分) pour les petites unités sont les mêmes pour la longueur, la superficie et la masse, mais ils font référence à différents types de mesures.
Le li (里) signifie : champ (田, tian) et terre (土, tu).

### Longueur
Les unités traditionnelles de longueur incluent les : chi (尺), bu (步) et li (里).

#### Unité des époques dynastiques
| dynastie      | chi           | bu            | bu      | li             | li            |
| dynastie      | chi           | = 5 chi       | = 6 chi | = 300 bu       | = 360 bu      |
| ------------- | ------------- | ------------- | ------- | -------------- | ------------- |
| Shang         | 0,1675        |               | 1,0050  | 301,50         |               |
| Shang         | 0,1690        |               | 1,0140  | 304,20         |               |
| Zhou          | 0,1990        |               | 1,1940  | 358,20         |               |
| Zhou oriental | 0,2200        |               | 1,3200  | 396,00         |               |
| Zhou oriental | 0,2270        |               | 1,3620  | 408,60         |               |
| Zhou oriental | 0,2310        |               | 1,3860  | 415,80         |               |
| Qin           | 0,2310        |               | 1,3860  | 415,80,        |               |
| Han           | 0,2310        |               | 1,3860  | 415,80 415,80, |               |
| 600 CE        | 0,2550        |               | 1,5300  | 459,00         |               |
| Tang          | 0,2465        | 1,2325        |         | 369,75         | 443,70        |
| Tang          | 0,2955        | 1,4775        |         | 443,25         | 531,90        |
| Song          | 0,2700        | 1,3500        |         | 405,00         | 486,00        |
| Song du nord  | 0,3080        | 1,5400        |         | 462,00         | 554,40        |
| Ming          | 0,3008–0,3190 | 1,5040–1,5950 |         | 451,20–478,50  | 541,44–574,20 |
| Qing          | 0,3080–0,3352 | 1,5400–1´6760 |         | 462,00–503,89  | 554,40–603,46 |

#### Unités promulguées en 1915
| Pinyin | Caractère        | Valeur relative | Valeur métrique | Valeur impériale | Notes                                                                                      |
| ------ | ---------------- | --------------- | --------------- | ---------------- | ------------------------------------------------------------------------------------------ |
| háo    | 毫               | 1/10 000        | 32 µm           |                  |                                                                                            |
| lí     | 釐 (T) or 厘 (S) | 1/1000          | 0.32 mm         |                  |                                                                                            |
| fēn    | 分               | 1/100           | 3.2 mm          |                  |                                                                                            |
| cùn    | 寸               | 1/10            | 32 mm           |                  | Pouce chinois                                                                              |
| chǐ    | 尺               | 1               | 0.32 m          |                  | Pied chinois                                                                               |
| bù     | 步               | 5               | 1.6 m           |                  | Pas chinois                                                                                |
| zhàng  | 丈               | 10              | 3.2 m           |                  |                                                                                            |
| yǐn    | 引               | 100             | 32 m            |                  |                                                                                            |
| lǐ     | 里               | 1800            | 576 m           |                  | Ce li n'est pas le petit li de la 2e ligne, qui possède des sinogrammes et ton différents. |

### Superficie
Le Mu vaut 10 Fen, soit environ 1/15e d'hectare.